# Geeks-Line
 (septembre 2022).
Geeks-Line est une maison d'édition française fondée en 2013 par Jean-Marc Demoly. Elle est spécialisée dans la publication d'ouvrages liés à l'histoire des jeux vidéo.

## Publications
Anthologies
- Anthologie Nintendo 64 (mai 2014)
- Anthologie PlayStation volume 1: 1945 - 1997 (mai 2015)
- Anthologie PlayStation volume 2: 1998 - 1999 (septembre 2015)
- Anthologie PlayStation volume 3: 2000 - 2006 (mars 2016)
- Anthologie Neo-Geo (décembre 2016)
- Anthologie GameCube (juillet 2017)
- Anthologie Super Nintendo (novembre 2018)
- Anthologie Nintendo Entertainment System (décembre 2019)
- Anthologie PC-Engine / Turbografx-16 / PC-FX (décembre 2020)
- Anthologie Mega Drive (juillet 2022)
- Anthologie Game Boy / Virtual Boy (novembre 2023)
- Nintendo & l'arcade (automne 2024)
- Anthologie Playstation 2 volume 1 (janvier 2025)
- Anthologie Playstation 2 volume 2 (janvier 2025)
- Anthologie Playstation 2 volume 3 (janvier 2025)

Autres
- MegaDrive - XXVe anniversaire
- Yu Suzuki - Le Maître de SEGA
- L'Age d'or des Jeux Vidéo et de la presse spécialisée
- SEGA: C'était plus fort que toi
- Zelda - Hyrule Autrement
- Metroid Autrement
- Player Spirit (magazine)